# Kompass 2
Kompass 2 (Complex Orbital Magneto-Plasma Autonomous Small Satellite) er en microsatellit udvikler i et internasionalt samarbejde mellem flere universuteter og finansieret af  Den Russisk Rumorganisation, Det Russiske akademi for Videnskab og Det russiske videnskabsministerium. 

Kompass 2 vil kredse i en højde af 400-620 km over jordens overfalde med en Banehældning på {\displaystyle 79^{o}}.

## Samarbejdspartnere
Kompass 2 satellitten er blevet udvikler i samabejde mellem følgende universiteter:
- Space Research Centre, Det Polske akademi for Videnskab, Warszawa
- Pushkov Institute of Terrestrial Magnetism, Ionosphere and Radiowave Propagation, Det Russisk akademi for naturvidenskab
- Swedish Institute of space physics, Uppsala, Sverige
- Scientific Research Institute of Nuclear Physisc,  Moskva Universitet, Rusland
- Lviv Center of space research, Ukrainsk akademi for naturvidenskabeligefag, Ukraine
- Etvos universitet, Budapest
- Den Russisk Rumorganisation